# Auguste Beernaert
Auguste Marie François Beernaert (Oostende, 1829 – Lucerna, 1912) fou un advocat i polític belga, partidari de l'arbitratge internacional, i guardonat el 1909 amb el Premi Nobel de la Pau al costat de Paul d'Estournelles de Constant.

## Joventut i estudis
Va néixer el 26 de juliol de 1829 fill d'un funcionari del govern. Va estudiar Dret a la Universitat de Lovaina, va graduar-s'hi el 1850, i n'hi va obtenir el doctorat l'any següent. Gràcies a una beca post-universitària va poder visitar les Universitats de París, Berlín, Leipzig i Estrasburg, va tornar el 1853 a Brussel·les on obrí un bufet d'advocats.

## Vida política
Fou nomenat Ministre d'Obres Públiques entre 1873 i 1878 en el govern conservador de Jules Malou, càrrec en el qual mostrà una autoritat ferma i bona administració millorant les carreteres, els canals i el sistema ferroviari estatal.

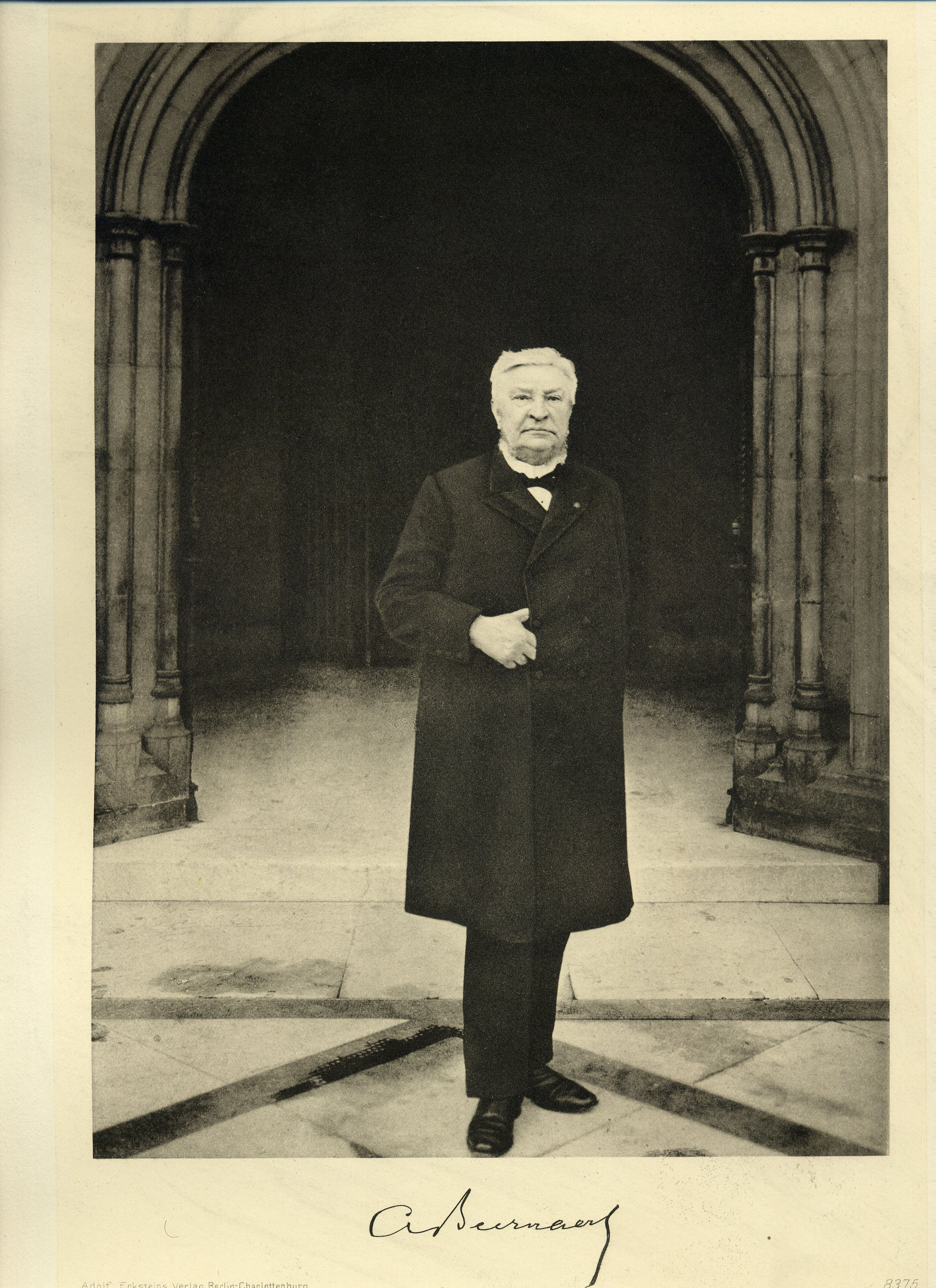
Auguste Beernaert cap al 1900

El 1884 fou nomenat Ministre d'Agricultura, Indústria i Obres Públiques, però tres mesos després el rei Leopold II el nomenà Primer Ministre de Bèlgica, càrrec que desenvolupà fins al 1894, aconseguint la protecció de la llengua neerlandesa, la creació de l'Estat del Congo Belga que anteriorment era una propietat privada del rei Leopold II, així com reformes socials i judicials. Posteriorment fou nomenat President de la Cambra dels Diputats el 1895.

## Activitats socials
Després retornà a les seves activitats juristes i demanà la supressió internacional de l'esclavatge. Així mateix participà en la Unió interparlamentària. El 1899 presidí la Primera sessió de la Conferència de la Pau de la Haia i formà part del Tribunal Permanent d'Arbitratge, on va representar l'estat de Mèxic en les seves disputes contra els EUA en la primera causa d'arbitratge del tribunal.
El 1909 li va ser concedit el Premi Nobel de la Pau, conjuntament amb Paul d'Estournelles de Constant, per la seva participació en conferències internacionals de la pau i pel seu impuls del futur Tribunal Permanent d'Arbritatge.
Morí el 6 d'octubre de 1912 a la ciutat suïssa de Lucerna.